# 光明星3号1号機
光明星3号1号機（クァンミョンソンさんごういちごうき）は、北朝鮮の人工衛星。2012年3月16日に発表され、4月13日に人工衛星を搭載したと見られるロケットが打ち上げられたが、ブースト段階で不具合が発生し衛星の軌道投入に失敗した。
北朝鮮が発表した打ち上げロケットとしての名称は「銀河3号」で、積載する衛星名は「光明星3号」と発表されている。朝鮮中央通信は「光明星3号」を「高度静止気象衛星データ受信機」であるとコメントしている。一方、北朝鮮の周辺諸国、国際連合安全保障理事会の全理事国およびG8各国は、この打ち上げロケットは事実上テポドン2号もしくはその改良型の弾道ミサイルを使用したロケットもしくはミサイルであり、弾道ミサイル技術を利用した北朝鮮のロケットの開発・発射の停止を要求する国際連合安全保障理事会決議に違反すると主張して中止を求めていた。それに対して北朝鮮は衛星打ち上げが目的であり、平等な宇宙の平和利用を約束する宇宙条約が安保理決議に優先すると主張して応じなかった。

## 北朝鮮による計画発表

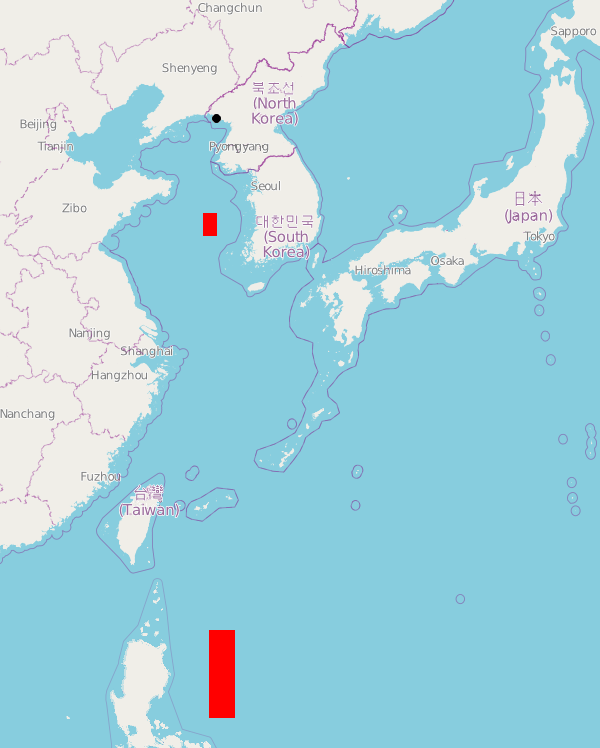
東倉里の位置（黒）と発射前に通告された落下予想区域（赤）

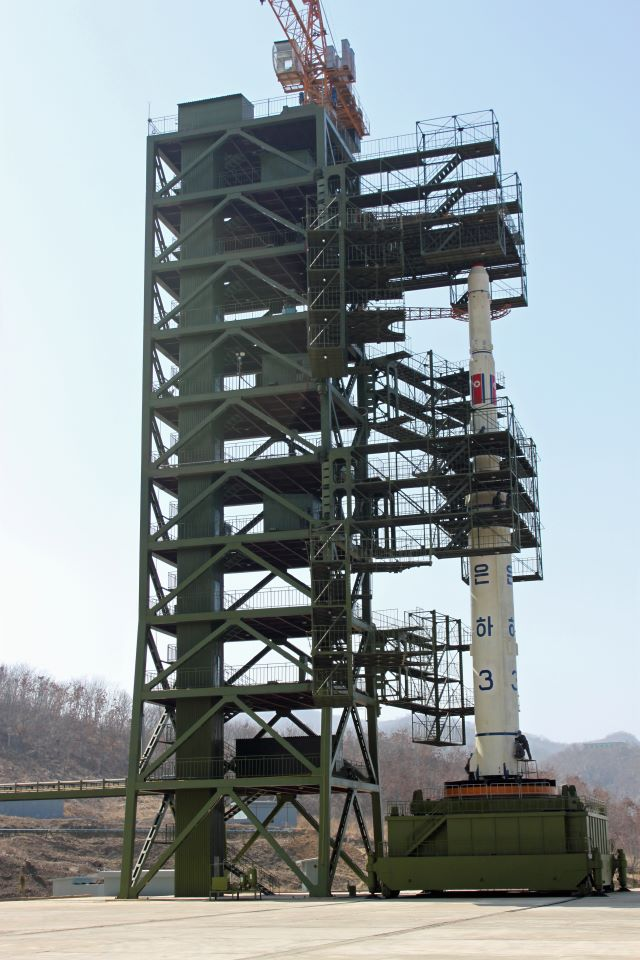
4月8日に報道陣に公開された西海衛星発射場における「銀河3号」とその発射設備

2012年2月29日に北朝鮮はアメリカとの交渉で合意に至り、アメリカから食糧援助を受ける見返りとして長距離弾道ミサイルの発射実験を凍結すると発表した。その半月後の3月16日に北朝鮮の朝鮮宇宙空間技術委員会は、4月12日から16日の期間（金日成の生誕100周年にあたる4月15日の前後）に人工衛星を打ち上げると発表した。朝鮮中央通信によると、人工衛星は地球観測衛星の「光明星3号」で、打ち上げロケットである「銀河3号」を用いて平安北道鉄山郡東倉里の発射場から南方に向けて打ち上げられるとしていた。北朝鮮はこの打ち上げが平和的な人工衛星打ち上げ計画であると主張している。北朝鮮はこの発射実験について国際海事機関および国際民間航空機関に事前通告をおこなった。1段目は韓国全羅北道の西方140キロ、2段目はフィリピン諸島の東方190キロの公海上へ落下するとみられた。
2012年3月23日に北朝鮮外務省報道官は、打ち上げ準備作業が「本格的な実動段階に入った」と発表し、翌24日には本体部分とみられる物体が東倉里の発射場施設に運ばれた。
北朝鮮政府は4月8日に外国メディアを打ち上げ施設へ招待し、人工衛星の「光明星3号」、打ち上げロケットの「銀河3号」および管制室の自由な撮影を許可した。案内役は「今回の衛星の打ち上げは金日成の生誕100周年を記念するものだ」とコメントした。打ち上げロケットの「銀河3号」は2009年に打ち上げられた「銀河2号」と高さ、直径が変わらず、テポドン2号を元する同じロケットであると見られる。
韓国軍の関係者は、発射施設の建築費が4億ドル、ロケットと衛星の製造費はそれぞれ3億ドルと1億5000万ドルで合計8億5000万ドルの費用を費やしていると計算している。この金額は250万トンの中国産トウモロコシの購入費に相当し、この食料があれば1900万人の国民の食料を1年間供給できるとしている。

## 打ち上げまでの国際社会の反応
日本、アメリカ、韓国などの周辺国は、この人工衛星打ち上げ計画は実際には弾道ミサイルの発射実験であり、弾道ミサイル技術を利用したロケットの発射を禁止した安保理決議（1718号および1874号）に違反すると主張して反発した。この時期に打ち上げを行う理由として、2012年3月27日に韓国のソウルで開かれた核セキュリティ・サミットおよび2012年4月11日に投票が開始される韓国の総選挙に圧力をかけるためとの見方もあった。

### 中国
2012年3月19日に中国外務省は、北朝鮮の池在竜駐中大使に中国の関心と憂慮を伝えたと発表した。中国の官営メディアも計画を批判するなど、これまでの弾道ミサイル発射実験の際と比べ懸念を強めている。しかし中国は、北朝鮮のロケット打ち上げが国連安全保障理事会による決議に違反するかどうかについては明言していない。

### ロシア
ロシア外務省は、「軍事、平和利用を問わず、国連安保理決議が弾道ミサイル技術利用を放棄するよう北朝鮮に求めているのは明白だ」と主張している。また、計画は「深刻な懸念を呼び起こす」と中国同様に懸念を強めている。

### 日本
日本政府は、国連安保理決議に違反するロケット打ち上げを各国と連携して中止を求めるとしていた。また、ロケットについて「北朝鮮が「人工衛星」と称するミサイル」と表現した。「人工衛星」と鉤括弧を付けたのは、純粋な打ち上げロケットによる人工衛星の打ち上げであるとする北朝鮮の発表を認めないという意味合いがある。
ロケットは沖縄県先島諸島上空を通過するとみられたため、政府は2012年3月30日午前に国会内で安全保障会議を開き、弾道ミサイルとしての対処方針を決定した。これを受け、田中直紀防衛大臣は自衛隊法に基づく破壊措置命令、次いで岩崎茂統合幕僚長から航空総隊司令官に対しBMD統合任務部隊の編成に関する統合幕僚長指令を発出した。自衛隊がBMD統合任務部隊を編成するのは2009年のミサイル発射実験以来2度目となる。航空総隊は今回の任務に先立って司令部を東京都府中市の航空自衛隊府中基地から福生市の在日米軍横田飛行場へ移転しており、新体制下での在日米軍との共同連携を含め、統合作戦能力の検証を含めた初の実任務にあたった。
自衛隊が採用している弾道ミサイル防衛システムは、イージス艦によるイージス弾道ミサイル防衛システムで運用されるSM-3と、パトリオットミサイルPAC-3で構成されている。PAC-3部隊は首都圏のほか沖縄本島、宮古島、石垣島に輸送艦「おおすみ」などで運搬され配備された。イージス艦は「みょうこう」が日本海に、「きりしま」と「ちょうかい」が沖縄周辺海域に配置された。中国およびロシアがイージス艦に情報収集機を接近させる可能性があることや、ミサイル迎撃時には自艦の防空機能が一時的に低下するため、航空自衛隊のF-15戦闘機が警戒にあたった。
また、行政機関においては、万一の弾着に備えて全国瞬時警報システムを通じて国民に屋内退避を呼びかける民間防衛を実施した。

### アメリカ
アメリカは、ロケットを発射した場合に北朝鮮の最高指導者金正恩の資金を凍結するよう検討している。2011年10月に合意していた朝鮮戦争で死亡したアメリカ軍人の遺骨発掘作業を中止すると発表した。アメリカ海軍は、弾道ミサイルの探知・追尾が可能である海上配備Xバンドレーダーをハワイ州パールハーバーから西太平洋に移動させている。

### 韓国
2012年3月24日、韓国の李明博大統領はタイのインラック・シナワット首相と青瓦台で会談し、「衛星」打ち上げ計画は重大な挑発行為であるとして意見が一致、即時中止を求めた。
2012年3月27日、李明博大統領はイタリアのマリオ・モンティ首相と会談し、北朝鮮が衛星打ち上げを撤回し、国連安全保障理事会決議を順守すべきだと指摘した。

### フィリピン
ロケットの切り離し部分がフィリピン東部海域に落ちると発表されたことから、フィリピンのアルベルト・デルロサリオ外務大臣は懸念を表明した。

### 台湾
台湾では、比較的近い空域を当該ロケットが通過する予定だったことから、台湾陸軍および台湾空軍が有するレーダーによる警戒を強化し、パトリオットミサイルおよび天弓ミサイルを運用している部隊に対しては待機を指示していた。

## 発射
2012年4月13日、韓国国防部が「北朝鮮が平安北道鉄山郡東倉里付近の発射場から午前7時39分（UTC12日22時39分）頃にミサイルと見られる飛翔体を発射したことを確認した」と発表した。打ち上げ後に空中分解し、打ち上げは失敗したと見られる。田中直紀防衛相は記者会見で、「影響は一切無い」とコメントした。
北朝鮮は同日中に朝鮮中央通信の放送を通じて打ち上げの失敗を公式に認める声明を発表した。

## 打ち上げ後の国際社会の対応

### 国際連合
国際連合安全保障理事会は、北朝鮮によるミサイル発射の事態を受け、4月13日に緊急会合を召集して本案に係る対応の協議を開始した。日本政府は発射前は「決議」の採択を求めていたが、中露が消極的姿勢を示してアメリカもこれに妥協を示したため、法的拘束力がない「議長声明」案で話が進められた。
そして同月16日に、2009年のミサイル発射実験の後の議長声明よりも強く北朝鮮を非難する内容の議長声明を、全会一致で採択した。声明では、「ミサイル発射は過去の安保理決議1718と安保理決議1874に対する深刻な違反であること」、「地域に重大な安保上の憂慮を招いたこと」を挙げ、北朝鮮を強く非難している。また安保理の下部組織の制裁委員会に対して、制裁対象となる北朝鮮の団体と品目を指定して安保理に報告するように指示した。さらに、「北朝鮮が全ての核開発を完全に検証可能で不可逆的な方式で廃棄すること」、「今後、弾道ミサイル技術を利用したいかなる飛翔体の発射や核実験を行わないこと」も要求した。また、「全ての国連加盟国が過去の安保理決議1718と1874に基づく義務を履行すること」を求め、「北朝鮮がさらなるミサイル発射や核実験に踏み切った場合、安保理において制裁措置をとること」も明言した。
この採択を受けて、日本の西田恒夫国連大使は「日本の主張が反映されたもので、強く支持・歓迎する」と話した。

### 中国
中国は、毎年、北朝鮮に定期的に、食糧10万トン、石油50万トンなどの無償援助を行なっているが、2012年は6月中旬時点で食糧援助の規模が1万トン程度に留まっている。中国の説得を無視し、ミサイル発射を強行したことへの報復措置との見方がある。